# Ferdinando Giuseppe Giuli Rosselmini Gualandi
Ferdinando Giuseppe Giuli Rosselmini Gualandi (Pisa, 25 ottobre 1869 – Pisa, 27 febbraio 1957) è stato un politico italiano.

## Biografia
Laureato in giurisprudenza, fu eletto sindaco di Lorenzana nel 1898 e rivestì vari incarichi amministrativi quali assessore comunale di Santa Luce, assessore del Comune di Pisa (1906-1912), consigliere provinciale di Pisa (1910-1919) e segretario del provinciale. Fu preside della Provincia di Pisa dal luglio 1938, succedendo a Giovanni Corsi.
Tra i numerosi uffici ricoperti sia a livello locale che nazionale is ricordano quelli di: presidente del Consiglio di amministrazione dei sindacati operai (1925-1927), presidente del Consorzio agrario cooperativo di Pisa (1926), presidente della Commissione granaria provinciale di Pisa, presidente del Comitato provinciale per l'opera nazionale orfani di guerra, presidente del Consiglio di amministrazione della Cattedra ambulante di agricoltura di Livorno, membro della Commissione venatoria centrale, membro dell'Unione nazionale per l'incremento delle razze suine presso il Ministero dell'agricoltura.
Senatore nella XXX legislatura del Regno d'Italia, dal 23 gennaio 1940 al 5 agosto 1943 fu membro della Commissione dei lavori pubblici e delle comunicazioni. Il 27 agosto 1945 fu deferito dall'Alta corte di giustizia per le sanzioni contro il fascismo, ma l'ordinanza non ebbe luogo a procedere dopo una sentenza di Cassazione per decadenza. 

## Onorificenze
- Cavaliere dell'Ordine della Corona d'Italia, 21 ottobre 1903.
- Cavaliere ufficiale dell'Ordine della Corona d'Italia, 5 marzo 1908.
- Commendatore dell'Ordine della Corona d'Italia, 27 agosto 1916.
- Grande ufficiale dell'Ordine della Corona d'Italia, 29 ottobre 1922.
- Cavaliere dell'Ordine dei S.S. Maurizio e Lazzaro, 4 giugno 1936.
- Cavaliere ufficiale dell'Ordine dei S.S. Maurizio e Lazzaro, 16 gennaio 1939.